# Les Diablerets
Les Diablerets (régi neve: Rochers vagy Scex de Champ) egy elgleccseresedett hegycsoport a waadti Alpokban, Svájcban. A hegyek Bern kantonhoz és a francia nyelvű Waadt kantonhoz tartoznak.

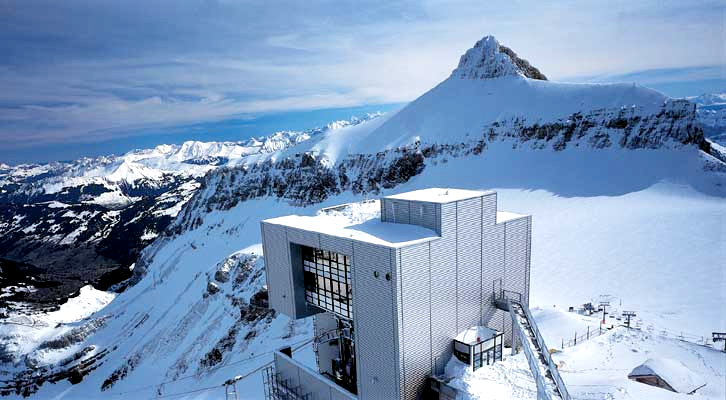
Libegőállomás a Sex Rouge-on, a háttérben az Oldenhorn csúcsa

A gerincen húzódik a határ Waadt és Wallis között, valamint keleten Bern és Wallis kantonok között. A hegymasszívumot délen Pas de Cheville hágó és a Rhônevölgy, keleten a Sanetsch hágó és északon a Col du Pillon hágó határolja.
A főcsúcs, a Sommet des Diablerets 3210 méterrel Waadt legmagasabb pontja. További fontos csúcsok:
- Oldenhorn (franciául: Becca d'Audon, 3123m). Ott fut össze a három említett kanton határa.
- Sex Rouge (illetve Scex Rouge) (2971m)
- Tête Ronde (3037m)
- Tour St. Martin (illetve Quille du Diable)
- Culan (2789m), a masszívum legnyugatibb csúcsa

A Sommet des Diablerets és az Oldenhorn között egy kb. 2900 m magas fennsík található, ahonnan a Tsanfleuron-gleccser folyik keleti, a Scex-Rouge-gleccser pedig északkeleti irányba. A masszívum északi és déli markáns sziklafalai szinte függőlegesen futnak a völgybe, a déli Derborence völgyében egészen 1000 méter mélységbe. Ott 1759. június 23-án történt egy hegycsuszamlás, amikor kb. 50 millió m³ szikla és föld zuhant 1900 métert mélységbe. Ez az élmény ihlette Charles-Ferdinand Ramuzt egy regény írására. 
1964 óta drótkötélpálya vezet fel a Col du Pillon-ról a Scex Rouge-ra. Azóta nyáron is lehet síelni a Tsanfleuron-gleccser fennsíkján.
A hegycsoport északi oldalán fekszik Les Diablerets hegyi állomás és alpesi gyógyhely, ami az önkormányzattal rendelkező Ormont-Dessus községnek egy része.
A déli oldalon sikerrel járt a szakállas saskeselyűk visszatelepítése.

## Külső hivatkozások
- A síterület hivatalos honlapja (franciául, angolul és németül elérhető)
- Summitpost
- Glacier 3000 hivatalos honlapja

## Fordítás
Ez a szócikk részben vagy egészben  a   Les Diablerets (Berg) című német Wikipédia-szócikk fordításán alapul.  Az eredeti cikk szerkesztőit annak laptörténete sorolja fel. Ez a jelzés csupán a megfogalmazás eredetét és a szerzői jogokat jelzi, nem szolgál a cikkben szereplő információk forrásmegjelöléseként.